# Roberto Traficante

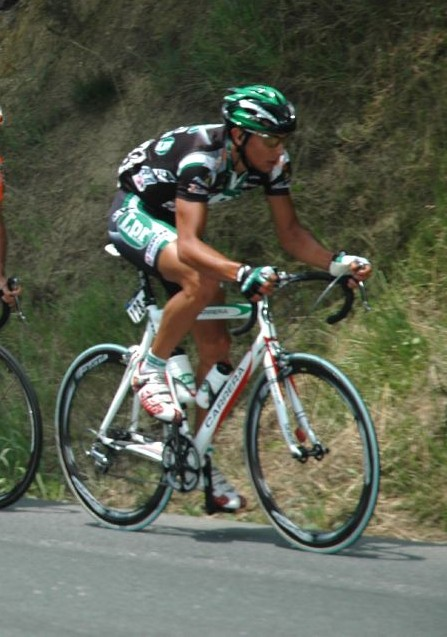
Roberto Traficante

Roberto Traficante (* 23. September 1984 in Giussano) ist ein italienischer Radrennfahrer.
Roberto Traficante gewann 2005 das italienische Eintagesrennen Coppa San Geo. Im nächsten Jahr wurde er Profi bei dem italienischen Professional Continental Team L.P.R. In seinem zweiten Jahr dort wurde er Etappendritter beim Circuit de Lorraine und Achter der ersten Etappe bei der Burgos-Rundfahrt. 2008 fuhr Traficante für die venezolanische Mannschaft Serramenti PVC Diquigiovanni.

## Erfolge
2005
- Coppa San Geo

## Teams
- 2006 Team L.P.R.
- 2007 Team L.P.R.
- 2008 Serramenti PVC Diquigiovanni